# Рассел, Уильям, 8-й герцог Бедфорд
Уильям Рассел (англ. William Russell; 1 июня 1809, Лондон, Великобритания — 27 мая 1872, там же) — британский аристократ, 13-й барон Рассел, 8-й барон Хоуленд, 12-й граф Бедфорд, 8-й маркиз Тависток, 8-й герцог Бедфорд с 1861 года (до этого носил титул учтивости маркиз Тависток). Единственный ребёнок Фрэнсиса Рассела, 7-го герцога Бедфорда, и его жены Энн Стэнхоуп. С детства он отличался слабым здоровьем, крайней застенчивостью и неуверенностью в себе. До 13 лет Уильям получал домашнее образование, потом учился в Итонском колледже и в Оксфорде. В 1832 и 1841 годах он заседал в Палате общин как представитель Тавистока. Был видным представителем партии вигов. Умер неженатым и бездетным, так что семейные титулы перешли к его двоюродному брату Фрэнсису.